# Blacks Fork
Il Blacks Fork (conosciuto anche come Blacks Fork of the Green River) è un fiume degli Stati Uniti d'America che scorre tra Utah e Wyoming, affluente del Green River.

## Storia
Nel 1843 Jim Bridger e il suo socio Louis Vasquez costruirono un trading post su questo fiume, vicino all'odierna Lyman, chiamandolo Fort Bridger; esso divenne presto un luogo di sosta molto frequentato dalle carovane che passavano per l'Oregon e per la California, costituendo in seguito il punto dal quale la Mormon Trail lasciò questi due stati, dirigendosi verso lo Utah.

## Geografia
Il fiume nasce dal versante settentrionale dei Monti Uinta dall'unione di tre ruscelli che scendono dal picco Tokewanna, vicino al confine tra Utah e Wyoming. Dopo esser defluito lungo il confine dalla parte dello Wyoming, il Blacks Fork si getta nel lago Meeks Cabin, dove è usato per l'irrigazione e per il controllo delle inondazioni. Da lì il fiume passa per la città di Lyman, poi si unisce allo Smiths Fork, che gli scorre parallelo per la maggior parte del suo corso. Il fiume continua verso nord, in direzione di Granger, dove si unisce allo Hams Fork, proveniente da nord. Poco dopo il fiume compie una netta curva a sud, unendosi al Green River nel lago di Flaming Gorge.